# Яким Игнатиев
Яким Игнатиев (Игнатов) Златков е български просветен деец и революционер, деец на Вътрешната македоно-одринска революционна организация.

## Биография
Яким Игнатиев е роден на 14 август 1870 година в Кратово, тогава в Османската империя. Син е на кратовския аза Игнат Бояджия, който според Ефрем Каранов е „най-силният поддържател на българщината в Кратовско“. Брат му Иван Златков също е революционен деец, а сестра му Ана е женена за Ефрем Каранов. Братовчед е на друг изтъкнат революционер – Павел Шатев. През 1889 година завършва с четвъртия випуск на Солунската българска мъжка гимназия. Преподава една година в българското училище в Одрин, след което завършва математика в Софийския университет през 1893 година. Става учител в българската екзархийска гимназия в Одрин през 1897 година. До 1900 година е член на Одринския окръжен революционен комитет. Основава комитета в Узункьопрю, на който за председател е избран Манасий Лучански. След това Яким Игнатиев учителства в Сяр и е член и на Серския окръжен революционен комитет на организацията. През март 1901 година е извикан в Солун и избран за член на Централния комитет, тъй като членовете на предишния са арестувани при Солунската афера. Загива при нещастен случай вследствие на неправилно боравене с оръжие. Това става на 7 юни, когато с Иван Гарванов и Никола Ризов проверяват получена наскоро нелегална пратка револвери.